# Europæiske alliance af folk og nationer
 Der er for få eller ingen kildehenvisninger i denne artikel, hvilket er et problem. Du kan hjælpe ved at angive troværdige kilder til de påstande, som fremføres i artiklen.

Den europæiske alliance af folk og nationer (engelsk: European Alliance for People and Nations – EAPN) er en kommende nationalistisk højreorienteret partialliance i EU. Alliancen er under forberedelse i foråret 2019.
Alliancens første møde i Milano den 8. april 2019 var indkaldt af den italienske indenrigsminster Matteo Salvini. I mødet deltog repræsentanter fra Lega (Italien), Dansk Folkeparti, Alternative für Deutschland og De Sande Finner.
Siden har Det Østrigske Frihedsparti, Rassemblement National (Frankrig), det hollandske Frihedsparti, Vlaams Belang (Belgien), Estlands Konservative Folkeparti (estisk: Eesti Konservatiivne Rahvaerakond), EKRE, SME RODINA – Boris Kollár (Slovakiet), Svoboda a přímá demokracie (Tjekkiet) og Wolja (Bulgarien) også vist interesse.